# Donald Allister
Donald Spargo Allister, né le 27 août 1952 ) est un évêque de l'Église d'Angleterre. Il est archidiacre de Chester de 2002  à 2010 et évêque de Peterborough de 2010 à 2023.
Allister occupe des postes paroissiaux à Hyde, dans le Grand Manchester ; Sevenoaks, Kent ; Birkenhead, Merseyside et Cheadle, Grand Manchester. Pendant son séjour à Sevenoaks, il est également rédacteur en chef consultant du journal de l'Église d'Angleterre et à Birkenhead, il est également aumônier d'hôpital à temps partiel. Il est membre du Synode général de l'Église d'Angleterre depuis 2005 et fait partie du comité qui rédige un projet concernant la consécration des femmes en tant qu'évêques. Il est également membre du Conseil pour l'unité des chrétiens.

## Jeunesse
Allister est né à Liverpool, Lancashire (avant la création de Merseyside) en 1952 , fils d'un directeur de la Mersey Docks and Harbour Company et d'une sœur infirmière . La famille traverse rapidement la Mersey jusqu'à Birkenhead sur la péninsule de Wirral . Plus tard, ils déménagent à Bromley, dans le Kent, avant de retourner au Wirral lorsqu'ils s'installent à Heswall, avant de finalement retourner à Birkenhead  où il fréquente l'école de Birkenhead . Dans son enfance, il est enfant de chœur dans plusieurs églises et aussi servant d'autel pour son oncle dont vient son deuxième prénom de Spargo .
Allister va ensuite à Peterhouse, Cambridge pour étudier la médecine, puis il passe à la théologie. Après avoir obtenu son diplôme, il entreprend d'autres études théologiques au Trinity College de Bristol.

## Ministère
Il est fait diacre à Petertide 1976 (27 juin) et est ordonné prêtre à la Petertide suivante (26 juin 1977), les deux fois par Victor Whitsey, évêque de Chester, à la cathédrale de Chester. Après l'ordination, Allister est vicaire à l'église St George, Hyde de 1976 à 1979 et à l'église St Nicholas, Sevenoaks de 1979 à 1983. Au cours de cette période, il est également rédacteur en chef consultant du journal de l'Église d'Angleterre. Il est ensuite nommé vicaire de Christ Church, Birkenhead en 1983, travaillant également comme aumônier d'hôpital à temps partiel .
En 1989, Allister devient recteur de l'église St Mary, Cheadle . Il est également président de la Church Society, une organisation caritative anglicane évangélique conservatrice, de 1995 à 2000 . En plus de son rôle paroissial, il est doyen rural du doyenné de Cheadle en 1999 .
En 2002, Allister est nommé archidiacre de Chester . À ce poste, il préside également les comités diocésains de l'éducation, des maisons et de la glebe. Il est conseiller de l'évêque sur l'aumônerie des soins de santé. Il devient membre du Synode général en 2005 et est nommé à la commission de rédaction de la législation relative à la possible consécration des femmes en tant qu'évêques en 2006, servant jusqu'à ce qu'elle rende ses propositions en 2008 ,.
Le 5 novembre 2009, il est nommé évêque de Peterborough. Le siège est devenu vacant avec la mort de Ian Cundy en mai 2009 , et il est consacré évêque dans la cathédrale Saint-Paul le 25 mars 2010  et intronisé évêque de Peterborough dans la Cathédrale de Peterborough le 17 avril 2010 .
Le 4 février 2014, Allister est admis à la Chambre des lords en tant que Lord Spiritual .
Le 4 novembre 2011, il reçoit un doctorat honorifique en théologie de l'Université de Chester "en reconnaissance de sa contribution exceptionnelle à la promotion de l'éducation chrétienne" .

## Positions
Allister a auparavant refusé de baptiser les enfants de parents non mariés et condamné les relations sexuelles hors mariage .
En 1993, dans un essai dans lequel il s'identifie comme un évangélique conservateur, il écrit : « Le libéralisme est l'une des plus grandes armes de Satan contre l'église ». Il attribue l'incendie de la cathédrale d'York en 1984, l'incendie du château de Windsor en 1992 et « la désastreuse saga du mariage royal de l'année dernière » (une référence à la séparation de Charles, prince de Galles de Diana, princesse de Galles en 1992), au jugement de Dieu . Il s'oppose aussi à l'ordination des femmes.
En 1999, Allister s'oppose à l'admission des enfants à la Sainte Communion avant la confirmation.
Allister change ensuite d'avis sur l'ordination des femmes. En 2009, à la suite de l'annonce qu'il serait le prochain évêque de Peterborough, il déclare qu'il « ordonnerait des femmes prêtres » et « servirait avec plaisir avec ou sous une femme évêque ». Cependant, il appelle également à ce que ceux qui s'opposent à l'ordination des femmes soient « traités d'une manière qui leur permette de rester dans l'Église avec intégrité ».

## Vie privée
Allister est marié à Janice, médecin généraliste et ils ont trois enfants : leur fils, John, est aujourd'hui vicaire à Nottingham .